# 小港漁港 (臺東縣)
小港漁港，又稱成廣澳漁港或是廣澳漁港，為一座位於臺灣臺東縣成功鎮的漁港。小港漁港目前歸類在行政院農委會漁業署所劃分的第二類漁港中，目前設籍漁船數約70艘，由新港區漁會進行管理。

## 沿革
小港漁港尚未興建前，該地最早稱為「蟳廣澳」，其名由來為小港漁港尚未興建時，該地為一座橢圓形珊瑚礁的天然港灣形狀如像螃蟹的左右兩支箝子相接圍成的海灣而得名。也由於當時「蟳廣澳」優良的港灣地形，因此該地甚早即有船舶停靠以及文化交流。
相傳中國大陸明朝末年時期，蟳廣澳灘地便有漢人來此經商。漢族商人帶來了各種民生物資，使得居住於當地的原住民族與漢人的文化交流甚早，進而改變了當地原住民族的生活方式。
在清朝時期，清兵曾駐在此地。並且，駐在此地的清兵都來自於中國大陸的廣東地區而將「蟳廣澳」改稱為「成廣澳」。
臺灣自馬關條約後割讓給日本，1937年（昭和12年）駐紮於此地的日本人將「成廣澳」改名為「小湊」。
1945年（民國34年）中華民國接管臺灣後，原日本人所稱的「小湊」再改稱為「小港」，並以此名稱沿用至今。
1983年（民國72年），臺灣省政府為紓解成功漁港擁擠情況，以及順應當地民眾要求，開始建設目前的小港漁港，當時以漁筏專用港作為小港漁港的建設目標，並配合地方發展闢建沿海小型漁船繫泊設施。
自1983年至1987年（民國72年至民國76年）為止，臺灣省政府先後撥款新台幣8,300餘萬元作為小港漁港的興建費用。

## 設施
小港漁港自民國1983
年後未再有改建工程，因此目前有防波堤564公尺、內防波堤兼碼頭238.45公尺、碼頭485公尺、泊地2.83+公頃坐落在成廣溪下游出海口處、修船斜道一座及其他陸上公共設施等多項設施，目前設籍漁船數約1艘。

## 文化遺址
- 「成廣澳文化地景」

「成廣澳文化地景」為「廣恆發商號」遺址。「廣恆發商號」曾是臺灣花東海岸線上最大的雜貨商舖，該商鋪最早是由屏東縣內埔鄉的客家人溫泰坤於1894年（清朝光緒20年）來到了成廣澳創立商號並以販賣米、鹽等日常生活用品為主。
「廣恆發商號」建築樣式為巴洛克式的三拱式牌樓以及磚拱騎樓式的「亭仔腳」，建築物全體均以石材建造。
在第二次世界大戰戰後溫家後代搬離該處，「廣恆發商號」因而荒廢。1996年（民國85年）省道台11線花東濱海公路進行拓寬工程，「廣恆發商號」建築的北側牌樓遭到拆毀。遺留的斷垣殘壁如今已由臺東縣政府改為「成廣澳文化地景」的遺址公園。

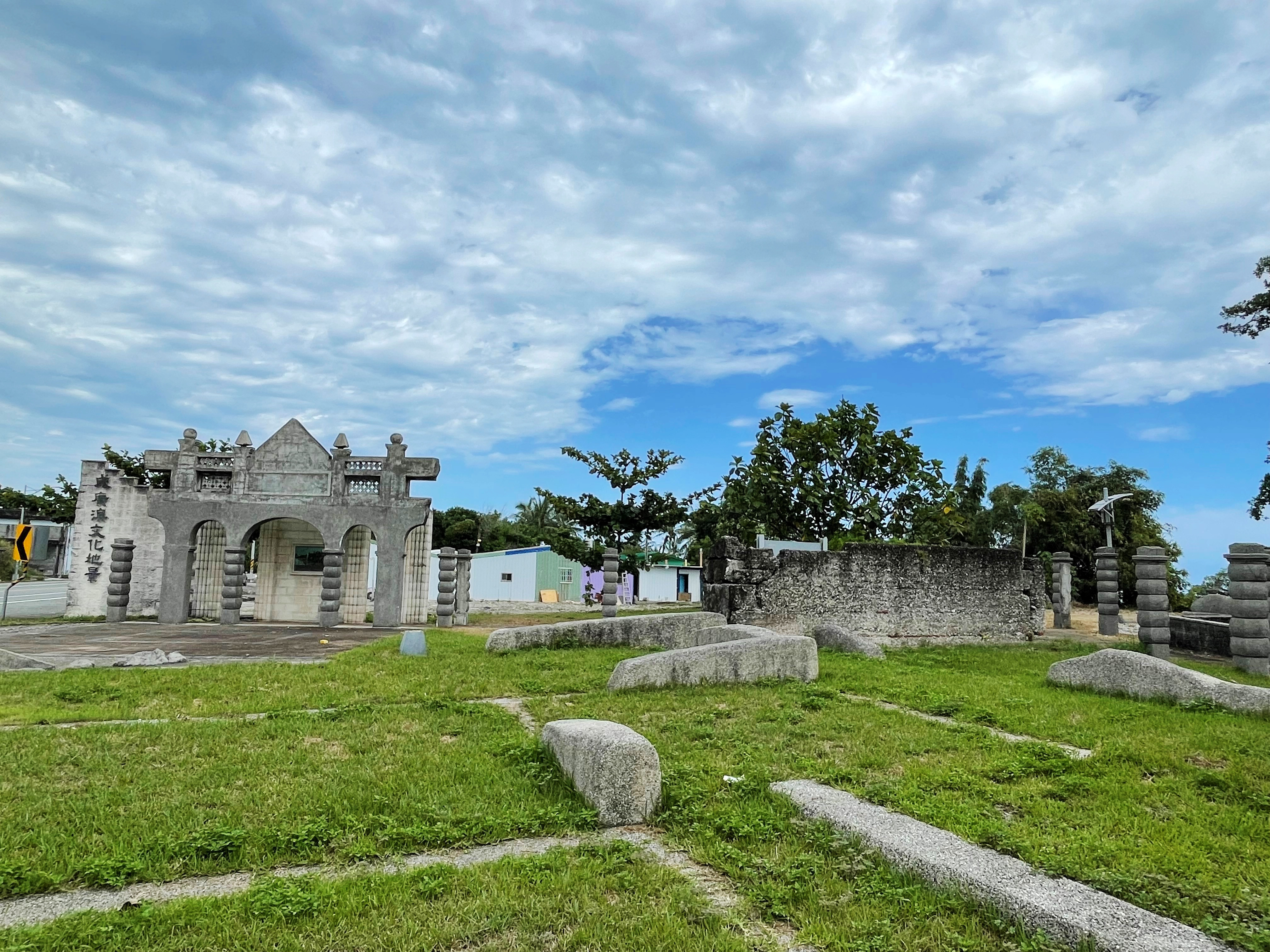
成廣澳地景
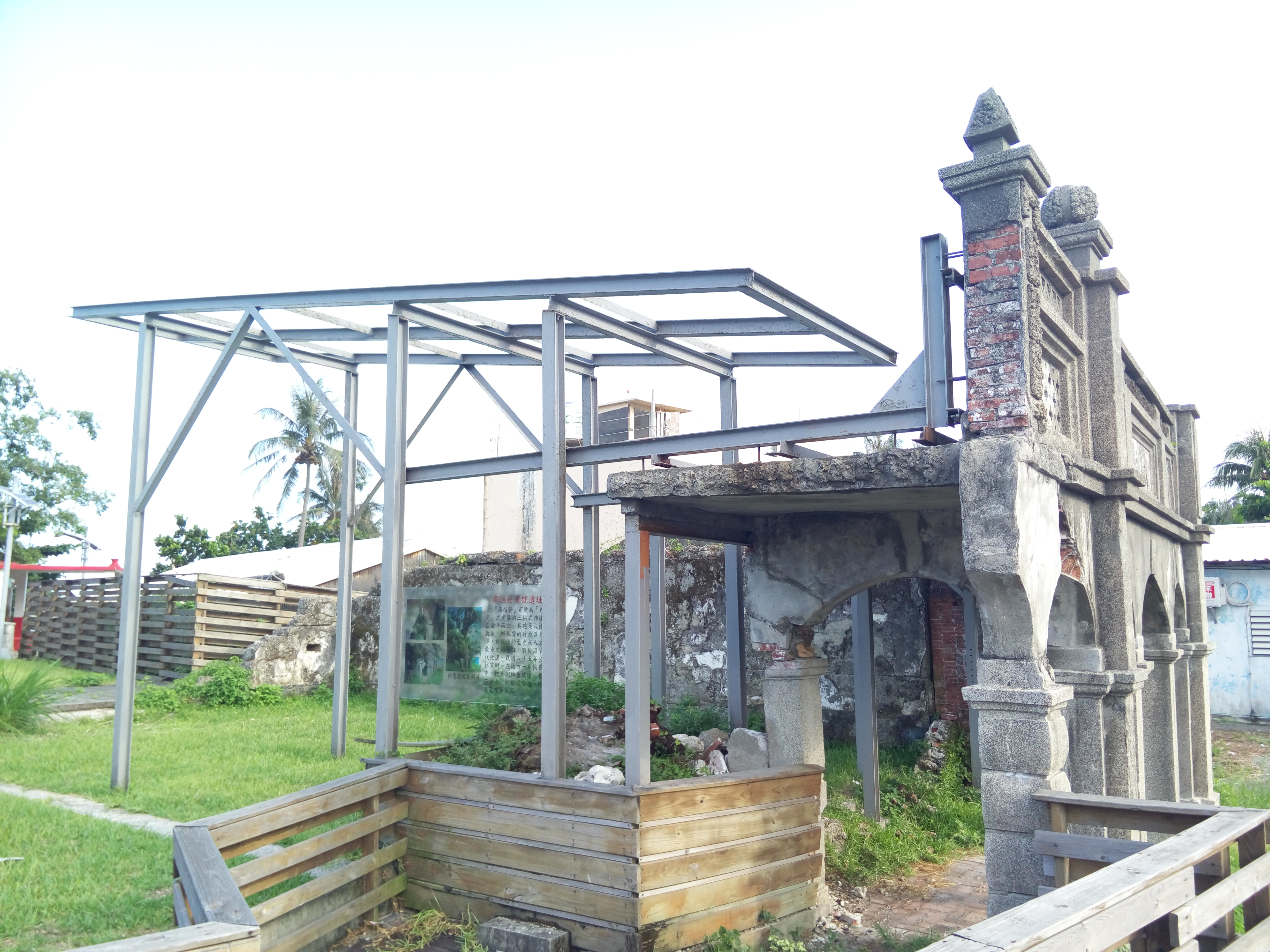
成廣澳地景

- 新石器時代遺址：

在成功鎮從三仙台=石雨傘之間在史前時代就已有人居住，時期是新石器時期晚期。該遺址是「小馬文化」，旁邊稍遠處有「麒麟文化」。1980年代，成功鎮的居民在整地時發掘到不少的遺骸、玉珠飾和石器，向鎮公所報告，鎮公所向縣政府呈報後，請中央派遣考古隊確認。經考古隊確認後，證實是新石器時期的遺址。這兩處遺址的交界處在小港的小丘上。

## 周遭景點
- 三仙台
- 石雨傘
- 基翬漁港
- 成廣澳天后宮
- 成廣澳文化地景

## 資料來源
1. ↑  .   [2015-02-23]. （原始内容存档于2015-02-23）.
2. 1 2 3  .   [2015-02-23]. （原始内容存档于2015-02-20）.